# قائمة الأفلام المصرية سنة 1984
هذه قائمة بالأفلام المصرية لعام 1984 مرتبة أبجديا

## 1984
- أخر الرجال المحترمين
- إحنا بتوع الإسعاف
- احترس من الخط
- ارجوك اعطني هذا الدواء
- الأرملة والشيطان
- الافوكاتو
- البرنس
- التخشيبة
- الراقصة والطبال
- الليلة الموعودة
- النمر الأسود
- بيت القاصرات
- تزوير في أوراق رسمية
- جبروت امرأة
- حتى لايطير الدخان
- خرج ولم يعد
- شوارع من نار
- ليلة القبض على فاطمة
- محاكمة علي بابا
- واحدة بواحدة
- يارب ولد